# Kvalifikace na Mistrovství Evropy ve fotbale 2004 – skupina 6
Zápasy této kvalifikační skupiny na Mistrovství Evropy ve fotbale 2004 se konaly v letech 2002 a 2003. Z pěti účastníků si postup na závěrečný turnaj zajistil vítěz skupiny. Druhý tým skupiny hrál baráž.

## Tabulka
| Tým           | Z | V | R | P | VG | IG | B  |
| ------------- | - | - | - | - | -- | -- | -- |
| Řecko         | 8 | 6 | 0 | 2 | 8  | 4  | 18 |
| Španělsko     | 8 | 5 | 2 | 1 | 16 | 4  | 17 |
| Ukrajina      | 8 | 2 | 4 | 2 | 11 | 10 | 10 |
| Arménie       | 8 | 2 | 1 | 5 | 7  | 16 | 7  |
| Severní Irsko | 8 | 0 | 3 | 5 | 0  | 8  | 3  |

## Zápasy
| 7. září 2002 |       |                     |                                                                                |
| Řecko        | 0 – 2 | Španělsko           | Apostolos Nikolaidis Stadium, Atény diváci: 17,000 rozhodčí: Markus Merk (GER) |
|              |       | Raúl 8' Valerón 77' | Apostolos Nikolaidis Stadium, Atény diváci: 17,000 rozhodčí: Markus Merk (GER) |

| 7. září 2002                       |       |                            |                                                                           |
| Arménie                            | 2 – 2 | Ukrajina                   | Hanrapetakan Stadium, Jerevan diváci: 9,000 rozhodčí: Mikko Vuorela (FIN) |
| Petrosyan 73' Sarkisyan 90' (pen.) |       | Serebrennikov 2' Zubov 33' | Hanrapetakan Stadium, Jerevan diváci: 9,000 rozhodčí: Mikko Vuorela (FIN) |

| 12. října 2002          |       |       |                                                                                       |
| Ukrajina                | 2 – 0 | Řecko | Olimpiysky National Sports Complex, Kyjev diváci: 50,000 rozhodčí: René Temmink (NED) |
| Vorobej 51' Voronin 90' |       |       | Olimpiysky National Sports Complex, Kyjev diváci: 50,000 rozhodčí: René Temmink (NED) |

| 12. října 2002           |       |               |                                                                               |
| Španělsko                | 3 – 0 | Severní Irsko | Estadio Carlos Belmonte, Albacete diváci: 16,000 rozhodčí: Lubos Michel (SVK) |
| Baraja 19', 89' Guti 59' |       |               | Estadio Carlos Belmonte, Albacete diváci: 16,000 rozhodčí: Lubos Michel (SVK) |

| 16. října 2002 |       |          |                                                                      |
| Severní Irsko  | 0 – 0 | Ukrajina | Windsor Park, Belfast diváci: 9,288 rozhodčí: Cosimo Bolognino (ITA) |
|                |       |          | Windsor Park, Belfast diváci: 9,288 rozhodčí: Cosimo Bolognino (ITA) |

| 16. října 2002     |       |         |                                                                                 |
| Řecko              | 2 – 0 | Arménie | Apostolos Nikolaidis Stadium, Atény diváci: 6,000 rozhodčí: Darko Čeferin (SVN) |
| Nikolaidis 2', 59' |       |         | Apostolos Nikolaidis Stadium, Atény diváci: 6,000 rozhodčí: Darko Čeferin (SVN) |

| 29. března 2003         |       |                         |                                                                                     |
| Ukrajina                | 2 – 2 | Španělsko               | Olimpiysky National Sports Complex, Kyjev diváci: 82,000 rozhodčí: Mike Riley (ENG) |
| Voronin 11' Gorškov 90' |       | Raúl 83' Etxeberria 87' | Olimpiysky National Sports Complex, Kyjev diváci: 82,000 rozhodčí: Mike Riley (ENG) |

| 29. března 2003 |       |               |                                                                          |
| Arménie         | 1 – 0 | Severní Irsko | Hanrapetakan Stadium, Jerevan diváci: 10,321 rozhodčí: Roland Beck (LIE) |
| Petrosyan 86'   |       |               | Hanrapetakan Stadium, Jerevan diváci: 10,321 rozhodčí: Roland Beck (LIE) |

| 2. dubna 2003                        |       |         |                                                                                |
| Španělsko                            | 3 – 0 | Arménie | Nuevo Estadio Antonio Amilivia, León diváci: 13,500 rozhodčí: Alon Yefet (ISR) |
| Tristán 60' Helguera 69' Joaquín 90' |       |         | Nuevo Estadio Antonio Amilivia, León diváci: 13,500 rozhodčí: Alon Yefet (ISR) |

| 2. dubna 2003 |       |                    |                                                                       |
| Severní Irsko | 0 – 2 | Řecko              | Windsor Park, Belfast diváci: 7,187 rozhodčí: Grzegorz Gilewski (POL) |
|               |       | Charisteas 4', 55' | Windsor Park, Belfast diváci: 7,187 rozhodčí: Grzegorz Gilewski (POL) |

| 7. června 2003                                   |       |                                         |                                                                       |
| Ukrajina                                         | 4 – 3 | Arménie                                 | Ukraina Stadium, Lviv diváci: 28,000 rozhodčí: Hermann Albrecht (GER) |
| Gorškov 28' Ševčenko 65' (pen.), 73' Fedorov 90' |       | Sarkisyan 15' (pen.), 52' Petrosyan 74' | Ukraina Stadium, Lviv diváci: 28,000 rozhodčí: Hermann Albrecht (GER) |

| 7. června 2003 |       |                    |                                                                 |
| Španělsko      | 0 – 1 | Řecko              | La Romareda, Zaragoza diváci: 32,000 rozhodčí: Alain Sars (FRA) |
|                |       | Giannakopoulos 42' | La Romareda, Zaragoza diváci: 32,000 rozhodčí: Alain Sars (FRA) |

| 11. června 2003 |       |           |                                                                      |
| Severní Irsko   | 0 – 0 | Španělsko | Windsor Park, Belfast diváci: 11,365 rozhodčí: Claus Bo Larsen (DEN) |
|                 |       |           | Windsor Park, Belfast diváci: 11,365 rozhodčí: Claus Bo Larsen (DEN) |

| 11. června 2003 |       |          |                                                                                       |
| Řecko           | 1 – 0 | Ukrajina | Apostolos Nikolaidis Stadium, Atény diváci: 15,200 rozhodčí: Frank De Bleeckere (BEL) |
| Charisteas 86'  |       |          | Apostolos Nikolaidis Stadium, Atény diváci: 15,200 rozhodčí: Frank De Bleeckere (BEL) |

| 6. září 2003 |       |               |                                                                        |
| Ukrajina     | 0 – 0 | Severní Irsko | Shakhtar Stadium, Doněck diváci: 32,000 rozhodčí: Wolfgang Stark (GER) |
|              |       |               | Shakhtar Stadium, Doněck diváci: 32,000 rozhodčí: Wolfgang Stark (GER) |

| 6. září 2003 |       |            |                                                                          |
| Arménie      | 0 – 1 | Řecko      | Hanrapetakan Stadium, Jerevan diváci: 6,500 rozhodčí: René Temmink (NED) |
|              |       | Vryzas 36' | Hanrapetakan Stadium, Jerevan diváci: 6,500 rozhodčí: René Temmink (NED) |

| 10. září 2003 |       |              |                                                                   |
| Severní Irsko | 0 – 1 | Arménie      | Windsor Park, Belfast diváci: 8,616 rozhodčí: Anton Stredak (SVK) |
|               |       | Karamyan 27' | Windsor Park, Belfast diváci: 8,616 rozhodčí: Anton Stredak (SVK) |

| 10. září 2003 |       |              |                                                                                  |
| Španělsko     | 2 – 1 | Ukrajina     | Estadio Manuel Martínez Valero, Elche diváci: 39,000 rozhodčí: Terje Hauge (NOR) |
| Raúl 59', 71' |       | Ševčenko 84' | Estadio Manuel Martínez Valero, Elche diváci: 39,000 rozhodčí: Terje Hauge (NOR) |

| 11. října 2003 |       |                                    |                                                                        |
| Arménie        | 0 – 4 | Španělsko                          | Hanrapetakan Stadium, Jerevan diváci: 16,000 rozhodčí: Urs Meier (SUI) |
|                |       | Valerón 7' Raúl 76' Reyes 87', 90' | Hanrapetakan Stadium, Jerevan diváci: 16,000 rozhodčí: Urs Meier (SUI) |

| 11. října 2003      |       |               |                                                                                    |
| Řecko               | 1 – 0 | Severní Irsko | Apostolos Nikolaidis Stadium, Atény diváci: 15,500 rozhodčí: Lucílio Batista (POR) |
| Tsiartas 69' (pen.) |       |               | Apostolos Nikolaidis Stadium, Atény diváci: 15,500 rozhodčí: Lucílio Batista (POR) |